# Mystères et bulles de gomme
 (août 2008).
Si vous disposez d'ouvrages ou d'articles de référence ou si vous connaissez des sites web de qualité traitant du thème abordé ici, merci de compléter l'article en donnant les références utiles à sa vérifiabilité et en les liant à la section « Notes et références ».
Mystères et bulles de gommes est une série télévisée française réalisée par Chantal Touzel et Anita Rees, diffusée sur Antenne 2 en 1988.
Rediffusion à partir du 27 août 1990 dans l'émission Éric et Toi et Moi sur Antenne 2

## Synopsis
Cette série met en scène une famille dont la particularité est que l'oncle (Nicolas Grossetête) a le même âge que sa nièce (Julie Glenn), à savoir 10 ans. Avec une candeur et une naïveté propres à l'enfance, les deux garnements accumulent les bêtises mais règlent également les tracas des adultes.

## Distribution
- Nicolas Grossetête : Nicolas Ronsin
- Barbara Tissier : Emmanuelle Ronsin
- Julie Glenn : Agathe Ronsin
- Maurice Chevit : Gustave Marceau (Pépé Caporal)
- Anne Kreis : Nadine Marceau
- Michel Prud'homme : Paul Marceau
- Julien Chatelet : Serge Marceau
- Nadine Alari : Mamy Cathy
- Jean Martiny : Gilles Ronsin
- Marie-Claude Vivier : Claude Ronsin
- Jenny Clève : Nounou Rose

## Épisodes
1. L'amulette
2. La poêle à frire
3. La dernière bataille
4. L'atelier du sculpteur
5. Capulets et Montaigus
6. Immaculée
7. C'est encore loin l'Amérique
8. Sun et Tim et le dindon
9. Décibel rock
10. Les cahiers de Valentin
11. La rumeur
12. Titre inconnu
13. Martin